# Compatibele oplosstof
Een compatibele oplosstof is een organische verbinding met een laag molecuulgewicht, die bij de fysiologische pH-waarden elektrisch neutraal is, maar wel polair. De stof lost makkelijk op in water en beïnvloedt ook in hoge concentratie de stofwisseling van de cel niet.
Het zijn verschillende stofgroepen, die verantwoordelijk zijn voor de hoge zouttolerantie van halofiele organismen. Hiertoe behoren:
- Suiker (trehalose en sacharose) en zwavelverbindingen (dimethylsulfoniopropionaat) is een typische verbindingen voor niet halofiele en halotolerante microorganismen. Deze stoffen komen in het cytoplasma voor in concentraties die tot ongeveer 500 mmol kunnen oplopen. Speciaal trehalose wordt in het algemeen als stressmetaboliet gezien en wordt ook door de bacterie Escherichia coli opgehoopt.
- Polyolen (glycerol, arabitol, inositol) komen voor bij halofiele schimmels en bij zouttolerante planten (halophyten).
- Aminozuren en aminozuurderivaten zijn kenmerkend voor organismen met verhoogde zouttolerantie en kunnen voorkomen in concentraties van meer dan 500 mM. Hiertoe behoren: 
  - Proline,
  - de Tetrahydropyrimidinderivaten ectoïne en hydroxyectoïne,
  - Glycinebetaïne,
  - Geacetyleerde diaminozuren en glutaminederivaten.

De ophoping kan op twee manieren plaatsvinden:
- de-novosynthese, het organisme synthetiseert de stof zelf.
- door opname uit het omringende medium.

De opname van een compatibele oplosstof heeft, als beide mechanismen mogelijk zijn de voorkeur, omdat deze energetisch gunstiger is. Beide mechanismen worden zowel door halotolerante als halofiele organismen toegepast. Zo komen in glycinebetaïne producerende blauwalgen efficiënte glycinebetaïne-transportsystemen voor. Vergelijkbare glycinebetaïne-transportsystemen zijn aangetoond in Halorhodospira halochloris en in zouttolerante en zoutafhankelijke methanogene Archaea.